# Heliconius melpomene
Heliconius melpomene är en fjärilsart som beskrevs av Carl von Linné 1758. Heliconius melpomene ingår i släktet Heliconius och familjen praktfjärilar. Inga underarter finns listade i Catalogue of Life.

## Bildgalleri

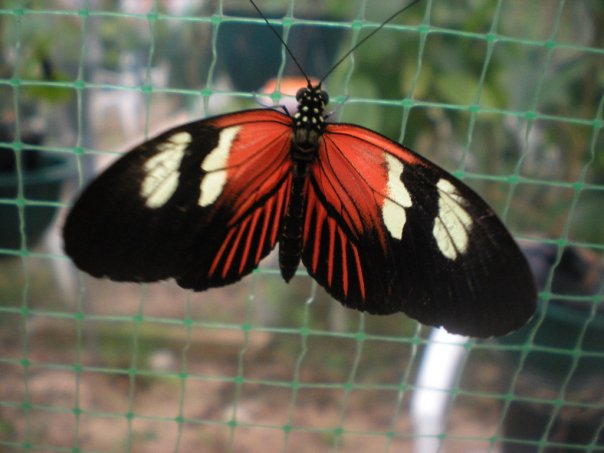
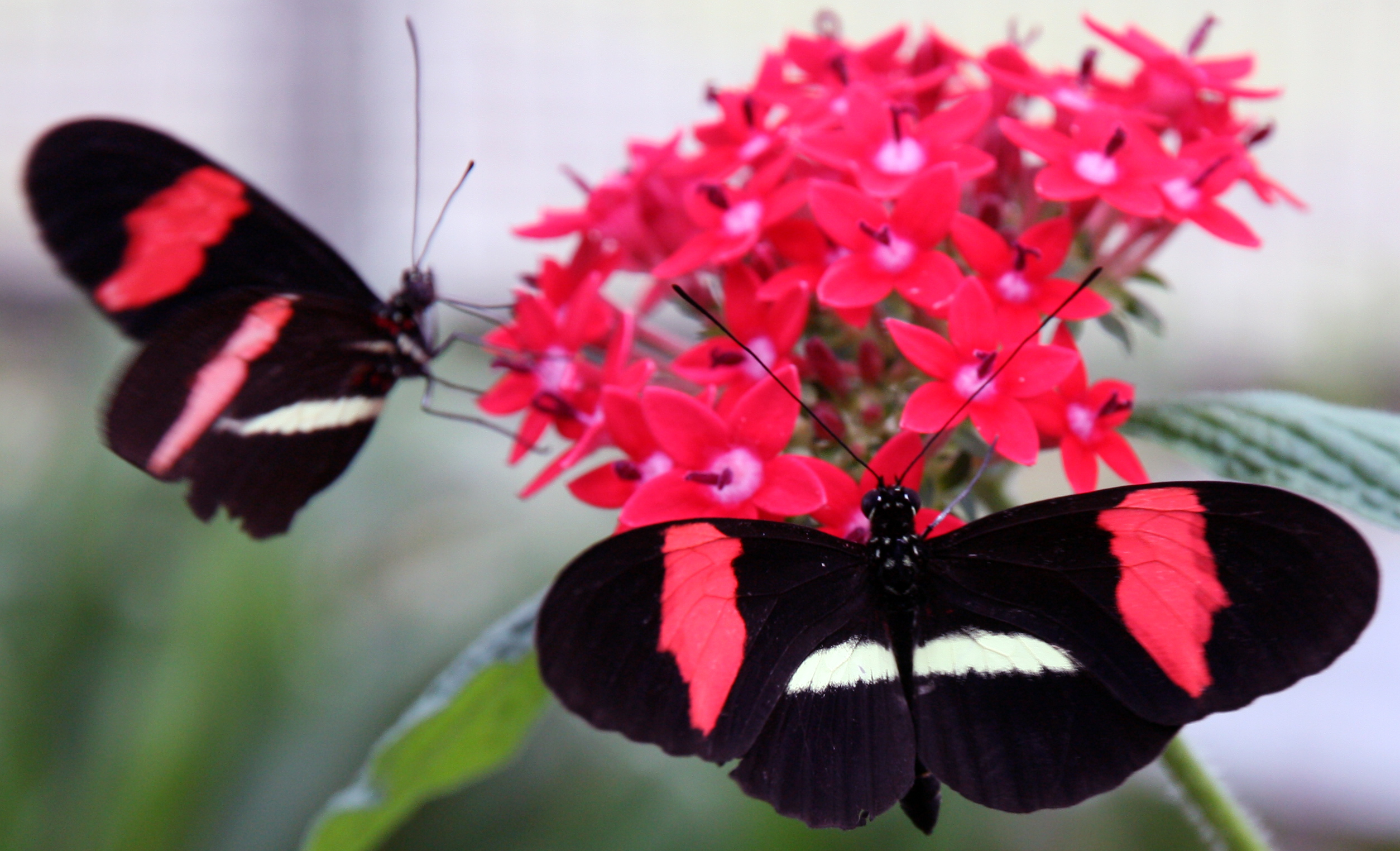
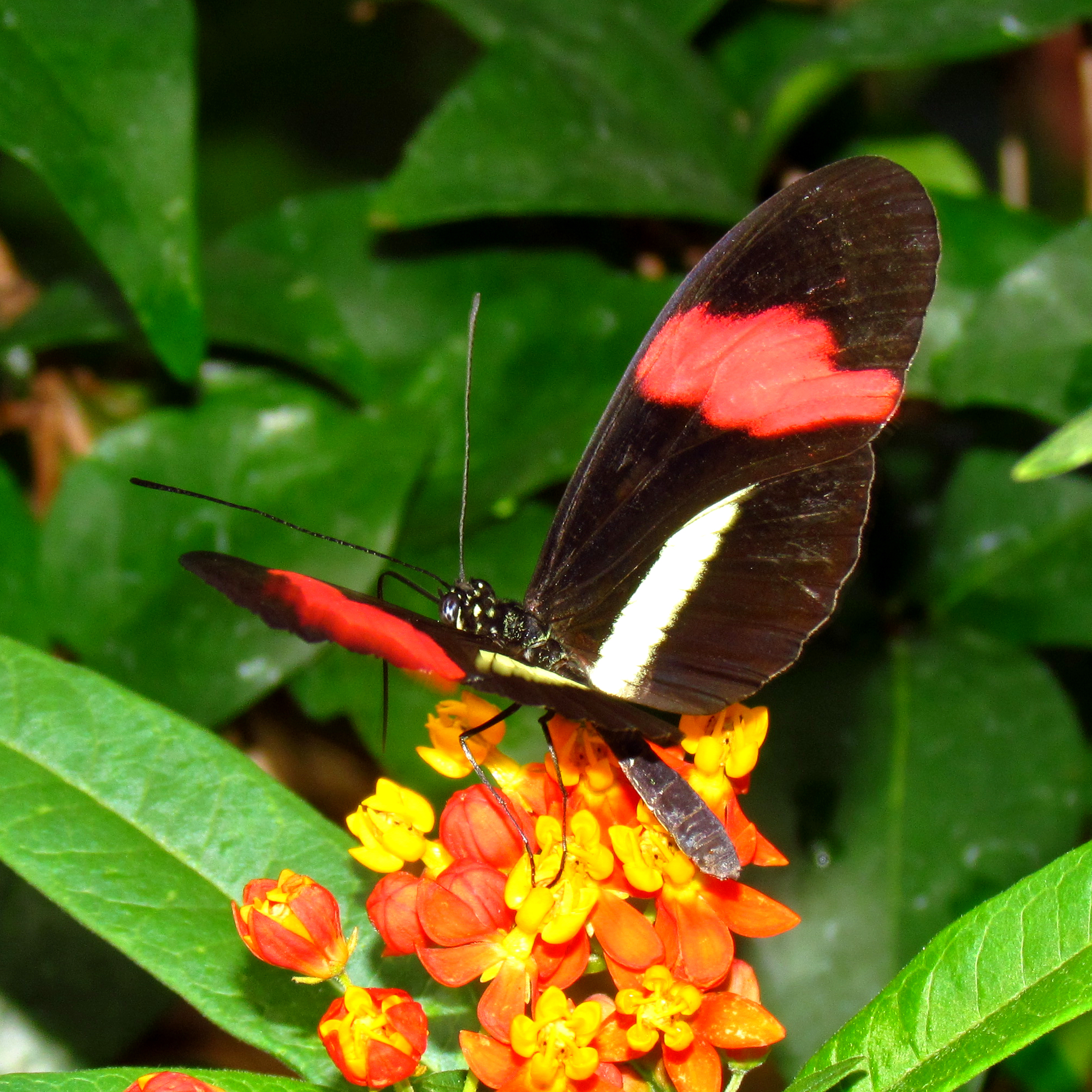
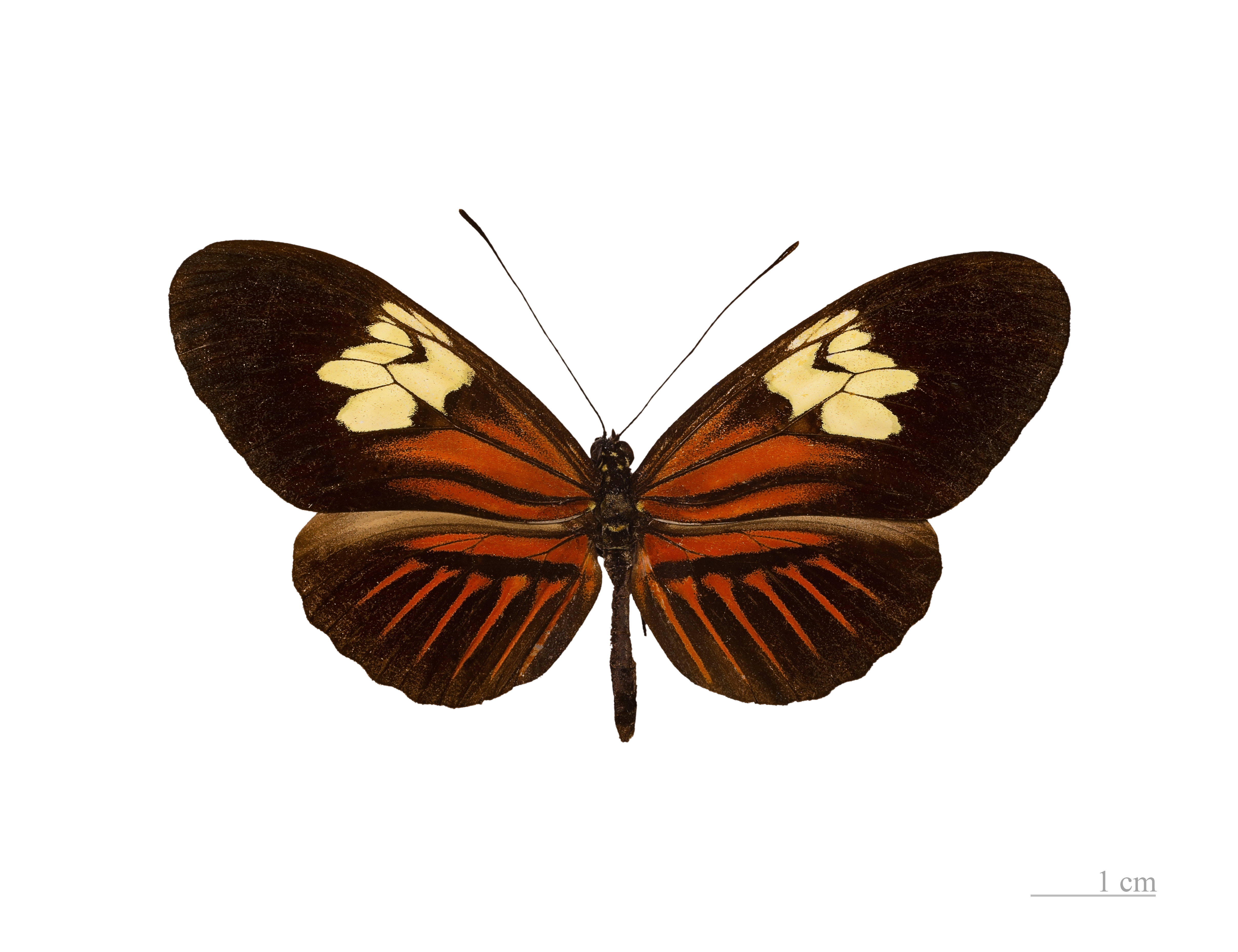
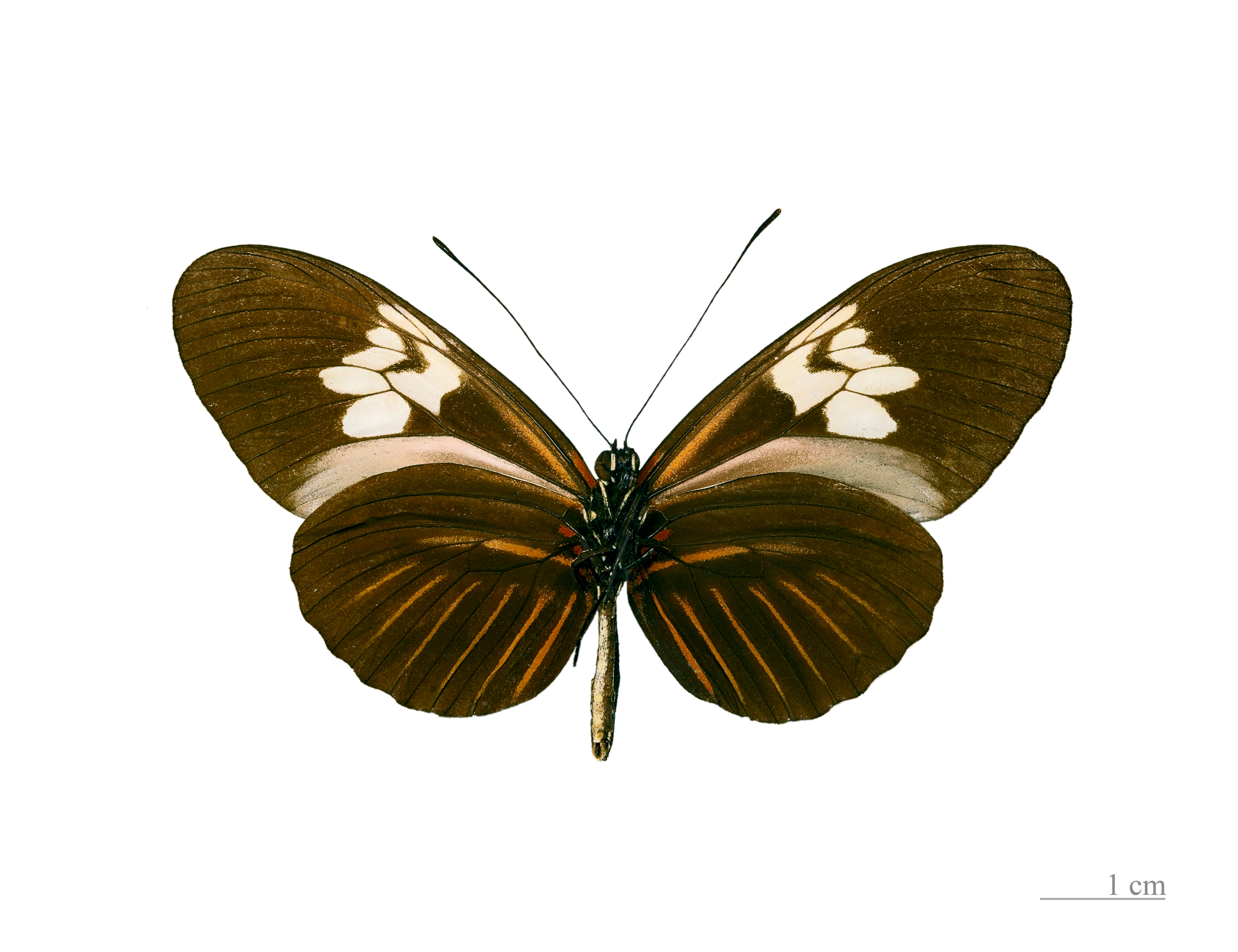
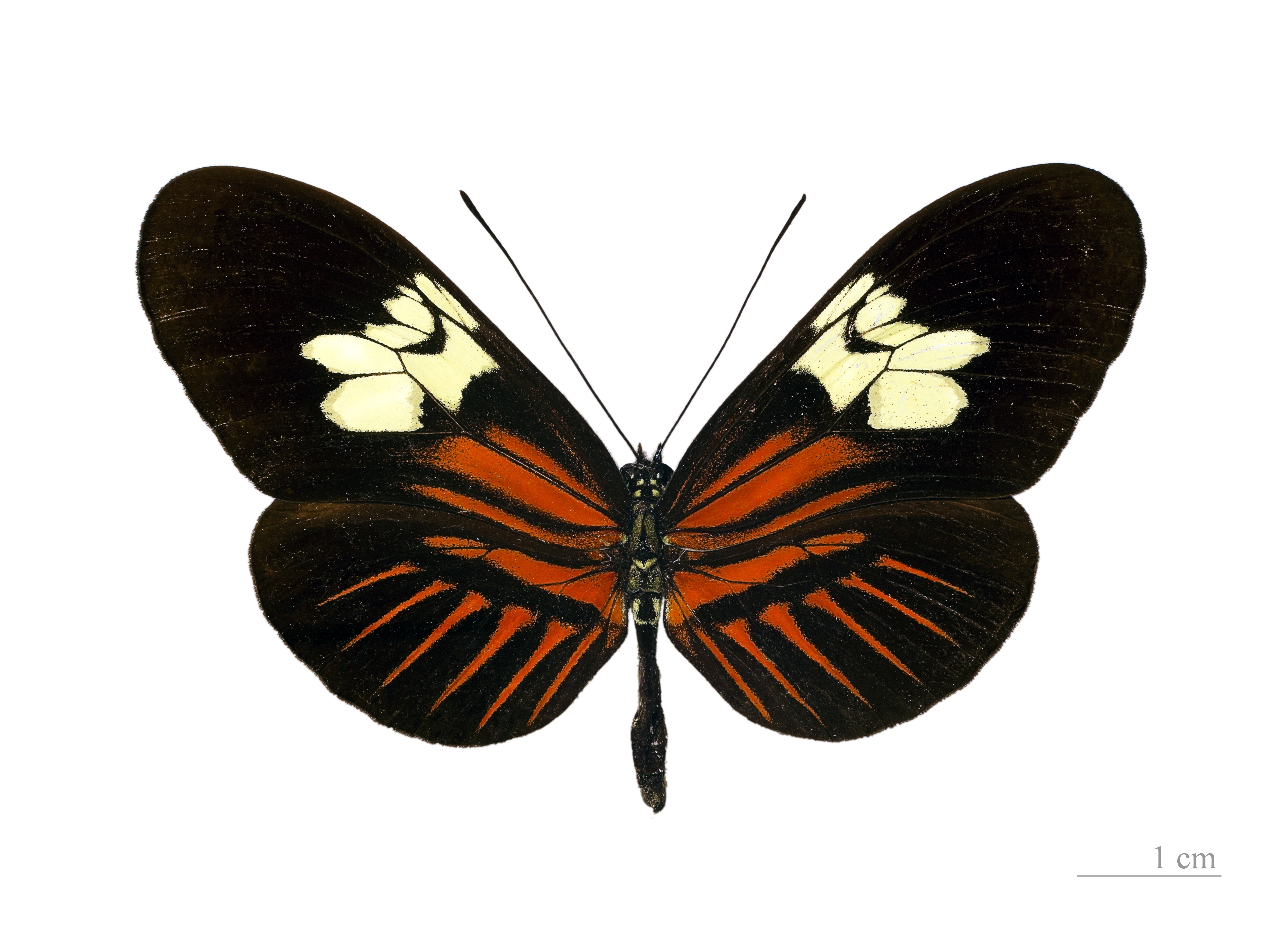